# Hypocacculus congocola
Hypocacculus congocola är en skalbaggsart som beskrevs av Desbordes 1924. Hypocacculus congocola ingår i släktet Hypocacculus och familjen stumpbaggar. Inga underarter finns listade i Catalogue of Life.